# 469年
| 千纪： | 1千纪                                                                                           |
| 世纪： | 4世纪 \| 5世纪 \| 6世纪                                                                         |
| 年代： | 430年代 \| 440年代 \| 450年代 \| 460年代 \| 470年代 \| 480年代 \| 490年代                       |
| 年份： | 464年 \| 465年 \| 466年 \| 467年 \| 468年 \| 469年 \| 470年 \| 471年 \| 472年 \| 473年 \| 474年 |
| 纪年： | 己酉年（鸡年）；北魏皇兴三年；南朝宋泰始五年；柔然永康六年                                      |

## 大事记
- 北魏上黨公、征南大將軍慕容白曜攻下南朝宋所屬的青州治所東陽城，至此以後山東半島就歸北魏所管。
- 南朝宋柳欣慰謀反，圖謀立當時存世諸王中輩份最高的宋明帝八兄廬江王刘祎為帝，遭到征北諮議參軍杜幼文告發而流產，柳欣慰等人被誅殺，劉褘亦被被削去官爵，翌年被逼令自殺。

## 出生
- 裴子野